# Харша
Харша або Харшавардхана (гінді हर्षवर्धन, Harshavardhana) — правитель у 606 — 646/647 роках великої держави у Північній Індії, під цією ж назвою відома і сама держава. Харша походив з роду Пушпабхуті (Пуш'ябхуті).

## Життєпис

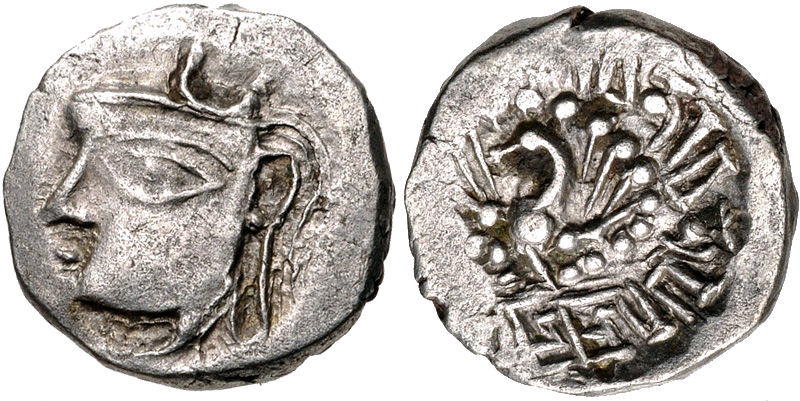
Монета правителя Харша

Він був сином Прабхакара Варжхана і молодшим братом Раджавардхана, правителя Тханесара. Його спадкові володіння були у верхній частині долини Джамуни і Гангу, східному Пенджабі та східній Раджпутані, першою столицею була Стханешвара. Харша відвоював у бенгальського правителя Шашанки і Гупти Малви територію держави Маукхар'їв в середній течії Гангу і об'єднав з ними своє князівство. 
Новою столицею Харша зробив Каннаудж. Харша завоював частину Малави і здійснив похід на Декан, але був розбитий на річці Нарбада близько 612 року. До 643 року Харша завоював територію Бенгалу й сучасного штату Орісса. Вів війни проти Хінґіли II, правителя алхон-гуннів та ефталітів, в Пенджабі і Кашмірі. Імперія Харша була типово військово-феодальною державою, що складалася з великого числа васальних князівств, і розпалася після смерті свого творця.
При дворі Харші зібралося велика кількість поетів та музик, творчих особистостей, яким надавав покровительство Харша. Серед них, відомий поет Банабхата.
За правління Харша Індію відвідав китайський чернець Сюаньцзан, який описав цю країну. Є відомості, що буддист Харша роздавав надлишки скарбниці на благочинність і навіть віддав свій одяг і корону.

## Творчість
Авторству Харші також приписувалися 3 знамениті староіндійські драми — «Ратнавалі», «Пріядаршика» і «Нагананда».
«Ратнавалі» і «Пріядаршика» вважаються ранніми творами Харші. За формою, змістом є доволі схожими. Обидві вони запозичують сюжет з «Бріхаткатхи» Гунадх'ї; в обох розповідається, як легендарний цар Ватси Удаяна полюбив красуню-служницю (у першій п'єсі — Ратнавалі, у другій — Пріядаршику), і після того, як з'ясовується, що насправді вона царівна, робить її однією зі своїх дружин; обидві в побудові сюжету, змалюванні характерів і загальної ситуації надзвичайно близькі до «Малявікагнімітри» Калідаси.
Їх стиль простий і витончений, дія розвивається жваво, а окремі описи за своєю поетичністю не поступаються аналогічним сценам у Калідаси. Багато мистецтва проявляє Харша в побудові сюжету, що зводиться по суті до інтриги, за допомогою якої закохані зустрічаються. Тут він використовує і стали вже традиційними прийоми (переодягання, підслуховування, малювання портрета коханого і т. д.), але знаходить також і нові композиційні засоби, зокрема прийом, що нагадує про знамениту «п'єсі в п'єсі» шекспірівського «Гамлета», став після Харші вельми популярним в санскритській драматургії.
Найбільш оригінальна серед драм є «Нагананда». Ймовірно написана наприкінці життя, коли Харша почав схилятися до буддизму. Цим можна пояснити і те, що індуїстські уявлення виявляються в ній змішаними з буддійськими ідеями, а звичайний для Харші любовний сюжет перших трьох актів несподівано завершується в наступних двох драматизацією благочестивої буддійської легенди про самопожертву царевича Джімутавахани заради порятунку нагов-змій. Мозаїчна композиція п'єси призводить до того, що в ній химерно поєднуються самі різнорідні елементи: ліричні описи і трагічні епізоди, комічні сцени та моральні проповіді.